# Saint-Julien-des-Points
Saint-Julien-des-Points är en kommun i departementet Lozère i regionen Occitanien i södra Frankrike. Kommunen ligger i kantonen Saint-Germain-de-Calberte som tillhör arrondissementet Florac. År 2022 hade Saint-Julien-des-Points 119 invånare.

## Befolkningsutveckling
Antalet invånare i kommunen Saint-Julien-des-Points
| Referens: INSEE |